# Đại hội Đảng Cộng sản Liên Xô lần thứ XXIV
Đại hội Đảng lần thứ 24 Đảng Cộng sản Liên Xô được triệu tập tại Moscow từ ngày 30/3 đến ngày 9/4/1971. Đại hội đã quy tụ 4,963 đại biểu, với 102 phái đoàn nước ngoài từ 91 quốc gia làm quan sát viên.
Chương trình nghị sự của Đại hội bao gồm:
- Báo cáo của Trung ương Đảng do Tổng Bí thư Leonid Brezhnev gửi.
- Báo cáo của Ủy ban Kiểm toán Trung ương Đảng do G. Sizov, Chủ tịch Ủy ban Kiểm toán Trung ương Đảng Cộng sản Liên Xô gửi.
- Báo cáo về các Chỉ thị cho Kế hoạch Phát triển Kinh tế 5 năm của Liên Xô cho năm 1971-1975 do Alexei Kosygin, Chủ tịch Hội đồng Bộ trưởng Liên Xô.
- Bầu cử các cơ quan trung ương Đảng.

Đại hội 24 là đã cho phép thực hiện duhw thảo của Victor Glushkov OGAS về mạng thông tin kế hoạch, nhưng cuối cùng tán thành chỉ mở rộng hệ thống quản lý thông tin địa phương.